# Julia Grabher
Julia Grabher (Dornbirn, 2 de julio de 1996) es una jugadora de tenis austriaca.
Grabher ha ganado 12 títulos de individuales y 8 de dobles en el ITF el circuito de las mujeres. El 26 de junio de 2023, logró su mejor ranking mundial, el núm. 54. El 29 de agosto de 2016, lo logró en dobles, siendo la  núm. 387 del mundo.
Jugando para Austria en la Copa Federación, Grabher tiene un registro de 1–5 en singles y 2–9 en dobles.
Grabher hizo su debut en el cuadro principal de Grand Slam en el Abierto de Australia de 2023.

## Títulos WTA (0; 0+0)

### Individual (0)
| Leyenda              |
| -------------------- |
| Grand Slam (0)       |
| Juegos Olímpicos (0) |
| WTA Finals (0)       |
| WTA 1000 (0)         |
| WTA 500 (0)          |
| WTA 250 (0)          |

#### Finalista (1)
| N.º | Fecha              | Torneo | Superficie    | Oponente en la final | Resultado     |
| --- | ------------------ | ------ | ------------- | -------------------- | ------------- |
| 1.  | 27 de mayo de 2023 | Rabat  | Tierra batida | Lucia Bronzetti      | 4-6, 7-5, 5-7 |

## Títulos WTA 125s

### Individual (1–0)
| Resultado | Fecha                    | Torneo | Superficie    | Oponente         | Puntaje  |
| --------- | ------------------------ | ------ | ------------- | ---------------- | -------- |
| Campeona  | 11 de septiembre de 2022 | Bari   | Tierra batida | Nuria Brancaccio | 6-4, 6-2 |

## Títulos ITF

### Individual (11)
| Leyenda             |
| ------------------- |
| Torneos de $100,000 |
| Torneos de $80,000  |
| Torneos de $60,000  |
| Torneos de $25,000  |
| Torneos de $15,000  |
| Torneos de $10,000  |

| Títulos por superficie |
| ---------------------- |
| Dura (1)               |
| arcilla (10)           |
| Hierba (0)             |
| Alfombra (0)           |

| Núm. | Fecha                 | Categoría | Torneo                            | Superficie | Adversario        | Puntuación         |
| ---- | --------------------- | --------- | --------------------------------- | ---------- | ----------------- | ------------------ |
| 1.   | 8 de agosto de 2015   | $10,000   | Viena, Austria                    | arcilla    | Katharina Gerlach | 6–3, 3–6, 6–1      |
| 2.   | 30 de agosto de 2015  | $10,000   | Pörtschach, Austria               | arcilla    | Marie Bouzková    | 7–6(7–5), 6–1      |
| 3.   | 6 Marcha 2016         | $10,000   | Hammamet, Túnez                   | arcilla    | Vanda Lukács      | 6–3, 6–3           |
| 4.   | 19 de febrero de 2017 | $15,000   | Hammamet, Túnez                   | arcilla    | Laura Pigossi     | 6–7(5–7), 6–2, 6–2 |
| 5.   | 13 de mayo de 2017    | $25,000   | Roma, Italia                      | arcilla    | Tereza Mrdeža     | 7–5, 6–0           |
| 6.   | 4 de marzo de 2018    | $25,000   | São Paulo, Brasil                 | arcilla    | Tamara Zidanšek   | 6–4, 3–6, 6–2      |
| 7.   | 24 de junio de 2019   | $25,000   | Klosters, Suiza                   | arcilla    | Nathaly Kurata    | 6-1, 6-3           |
| 8.   | 11 de abril de 2021   | $60,000   | Bellinzona, Suiza                 | arcilla    | Lucia Bronzetti   | 6-2, 6-3           |
| 9.   | 13 de febrero de 2022 | $25,000   | Porto, Portugal                   | Dura (i)   | Maja Chwalińska   | 6-3, 6-7(2), 7-5   |
| 10.  | 14 de agosto de 2022  | $60,000   | San Bartolomé de Tirajana, España | arcilla    | Nadia Podoroska   | 6-4, 6-3           |
| 11.  | 2 de octubre de 2022  | $60,000   | San Sebastián, España             | arcilla    | Aliona Bolsova    | 6-3, 7-6(3)        |

### Dobles: 7
| Leyenda          |
| ---------------- |
| $100,000 torneos |
| $80,000 torneos  |
| $60,000 torneos  |
| $25,000 torneos  |
| $15,000 torneos  |
| $10,000 torneos  |

| Finales por superficie |
| ---------------------- |
| Duro (0)               |
| arcilla (7)            |
| Hierba (0)             |
| Alfombra (0)           |

| Núm. | Fecha                  | Categoría | Torneo              | Superficie | Socio              | Adversarios                         | Puntuación        |
| ---- | ---------------------- | --------- | ------------------- | ---------- | ------------------ | ----------------------------------- | ----------------- |
| 1.   | 28 de agosto de 2015   | $10,000   | Pörtschach, Austria | arcilla    | Mira Antonitsch    | Iva Primorac Janina Toljan          | 6–2, 6–1          |
| 2.   | 6 de diciembre de 2015 | $10,000   | Cairo, Egipto       | arcilla    | Ana Bianca Mihăilă | Anna Morgina Patrycja Polańska      | 6–2, 6–4          |
| 3.   | 16 de enero de 2016    | $10,000   | Antalya, Turquía    | arcilla    | Ágnes Bukta        | Ekaterine Gorgodze Sofia Kvatsabaia | 1–6, 6–4, [11–9]  |
| 4.   | 6 de febrero de 2016   | $10,000   | Antalya, Turquía    | arcilla    | Ágnes Bukta        | Daiana Negreanu Kyra Shroff         | 6–3, 6–4          |
| 5.   | 5 Marcha 2016          | $10,000   | Hammamet, Túnez     | arcilla    | Isabella Shinikova | Yuliya Kalabina Polina Monova       | 7–5, 6–0          |
| 6.   | 13 Marcha 2016         | $10,000   | Hammamet, Túnez     | arcilla    | Naomi Totka        | Lina Gjorcheska Isabella Shinikova  | 7–5, 1–6, [13–11] |
| 7.   | 26 Marcha 2016         | $10,000   | Hammamet, Túnez     | arcilla    | Isabelle Wallace   | Claudia Giovine Snehadevi Reddy     | 6–1, 6–3          |